# São Geraldo do Baixio
São Geraldo do Baixio is een gemeente in de Braziliaanse deelstaat Minas Gerais. De gemeente telt 3.461 inwoners (schatting 2009).

## Aangrenzende gemeenten
De gemeente grenst aan Central de Minas, Conselheiro Pena en Galiléia.